# Werner Olle
Werner Olle (* 18. Juli 1945 in Store Heddinge, Dänemark) ist ein deutscher Wirtschaftswissenschaftler, ehemaliger Unternehmensvorstand und Verleger.

## Leben
1945 in Store Heddinge/Dänemark geboren; ab dem 4. Lebensjahr auf der Schwäbischen Alb aufgewachsen. 1965 Abitur am Gymnasium Ebingen; ausgezeichnet mit dem Scheffelpreis. Ab 1968 Studium der Wirtschafts- und Sozialwissenschaften in Tübingen und Berlin. Während des Studiums gründete er mit Ulf Wolter den Kleinverlag Olle & Wolter in Berlin. 1973 Diplom in Politikwissenschaft mit einer Arbeit zur Theorie des Staatskapitalismus; Beginn einer wissenschaftlichen Laufbahn mit Lehr- und Forschungstätigkeit an der Universität Nijmegen/Niederlande und an der FU Berlin; Schwerpunkt: Internationalisierung der Produktion und Gewerkschaftspolitik.
Nach Forschungsarbeiten zu Strukturveränderungen der internationalen Direktinvestitionen in Zusammenarbeit mit dem Projekt Weltökonomie am Max-Planck-Institut zur Erforschung der Lebensbedingungen der wissenschaftlich-technischen Welt in Starnberg wurde Werner Olle 1983 im Fach Wirtschaftswissenschaften mit einer arbeitsmarktorientierten Wirkungsanalyse an der Freien Universität Berlin promoviert. Nach seiner Promotion wurde er Leiter des Projektbereichs Außenwirtschaft an der Forschungsstelle Sozialökonomik der Arbeit an der FU. Projekte für in- und ausländische Auftraggeber u. a. für das International Labour Office in Genf.
1987 Wechsel in die Automobilindustrie. Zunächst Tätigkeit in der Logistik-Zentrale der Volkswagen AG. Ab 1992 arbeitete Olle als Leiter für Logistik und Beschaffung bei VW Sachsen. Er war maßgeblich an der Entwicklung und Umsetzung der Modulstrategie im sächsischen Automobilbau und das darauf aufbauende Konzept ‚Produktion in Partnerschaft’ beteiligt, das 1998 mit dem Deutschen Logistik-Preis der Bundesvereinigung Logistik (BVL) ausgezeichnet wurde.
2004 wechselte er in die zentrale Geschäftsführung und den Vorstand des Logistik-Dienstleisters Schnellecke Group (mit Stammsitz in Wolfsburg), wo er bis zu seinem Ruhestand 2010 zunächst für die Logistik-Standorte in Sachsen und Thüringen sowie in Ost- und Westeuropa und ab 2007 als COO für die Logistiksparte weltweit verantwortlich war.
2008 wurde er vom Sächsischen Staatsministerium für Wissenschaft und Kunst (SMWK) zum Honorarprofessor an die Staatliche Studienakademie in Sachsen berufen.
Werner Olle war u. a. Mitglied im Projektbeirat Logistik des Sächsischen Ministeriums für Wirtschaft und Arbeit (SMWA), Beiratsmitglied der Automobilzulieferinitiative (AMZ) und Sprecher des Kompetenzclusters Logistik im Automobilcluster Ostdeutschland (ACOD).
Von 2010 bis Mitte 2014 war er mit der Planungsfirma TMM AG (Hauptsitz Böblingen) verbunden, zunächst als Mitglied und Vorsitzender des Aufsichtsrats, seit 2012 als Managing Partner der neu gegründeten TMM Group Gesamtplanungs GmbH. Die TMM ist Mitbegründer des Unternehmensnetzwerkes Future FAB, einer Innovationsplattform für die modulare, flexible und wandlungsfähige Fabrik.
Ende 2014 wurde er Mitbegründer und Direktoriumsmitglied des Chemnitz Automotive Institute (CATI) im Umfeld der Technischen Universität Chemnitz, einem überregionalen Kompetenzzentrum für Automotive Economics. Das Institut initiiert, betreibt und bündelt Forschungsarbeiten auf den Gebieten Automobil-Wirtschaft, Automobil-Fabrik und Automobil-Logistik. Bis Mitte 2024 hat Prof. Olle als Senior Advisory Partner Projekte und Studien zum Forschungsschwerpunkt 'Strukturwandel der Automobilindustrie' geleitet.
Im November 2024 erhielt Prof. Olle anläßlich des 28. Internationalen Jahreskongresses der Automobilindustrie in Zwickau den August-Horch-Ehrenpreis für sein Lebenswerk und seine herausragenden Verdienste für die Automobilindustrie in Sachsen.

## Publikationen
- mit Wolfgang Schoeller: World Market, State and National Average Conditions of Labour. (= Occasional Paper. No. 77.1). Economic Research Bureau, University of Dar es Salaam, 1977.
- Einführung in die internationale Gewerkschaftspolitik, 2 Bde., Verlag Olle & Wolter, Berlin 1978, ISBN 3-921241-48-0.
- mit Marion F. Hellmann und Werner Oesterheld, Europäische Gewerkschaften, Verlag Olle & Wolter, Berlin 1980, ISBN 3-88395-409-8.
- Weltwirtschaftliche Strukturveränderungen und internationale Gewerkschaftspolitik. In: Gewerkschaftliche Monatshefte 9'82, S. 529 f. ISSN 0016-9447
- Europäische Gewerkschaftspolitik und Entwicklungsländer. Das Beispiel der Textilgewerkschaften. In: Peter Kühne (Hrsg.): Gewerkschaftliche Betriebspolitik in Westeuropa. Duncker & Humblot, Berlin 1982, ISBN 3-428-05089-4, S. 276f.
- Strukturveränderungen der internationalen Direktinvestitionen und inländischer Arbeitsmarkt (= Beiträge zur Sozialökonomik der Arbeit. 6). Minerva Publikation, München 1983, ISBN 3-597-10245-X. (zugl. Dissertation)
- Auslandsinvestitionen und inländischer Arbeitsmarkt. In: Die Neue Gesellschaft. 6, Juni 1983, S. 537f.
- New Forms of Foreign Investment in Developing Countries. In: Intereconomics. 4, Juli/August 1983, ISSN 0020-5346, S. 191f.
- Internationale Abkommen als Instrument der Entwicklungs- und Sozialpolitik. Friedrich-Ebert-Stiftung, Abt. Politische Bildung, Bonn-Bad Godesberg 1984.
- Exportentwicklung, Auslandsproduktion und internationale Wettbewerbsfähigkeit. In: WSI-Mitteilungen. 4/1984, ISSN 0342-300X, S. 236f.
- Auslandsinvestitionen deutscher Unternehmen in Entwicklungsländern - empirische Trends zu Beginn der 80er Jahre. In: Aussenwirtschaft. 39. Jg., Heft III, September 1984, ISSN 0004-8216, S. 241f.
- Internationalisierungsstrategien in der deutschen Automobilindustrie. Forschungsstelle Sozialökonomik der Arbeit, FU Berlin, 1985.
- The development of employment in multinational enterprises in the Federal Republic of Germany - Results of a new survey (1974–1982).,(=  Working Paper. No. 33). International Labour Office, Geneva 1985, ISBN 92-2-103847-5.
- FSA-Datenbank und -Informationssystem über Auslandsdirektinvestitionen. In: Kammer für Arbeiter und Angestellte Wien (Hrsg.): Informationen über multinationale Konzerne. 3/85, S. 12f.
- Neue Technologien und internationale Arbeitsteilung. In: Wirtschaft und Gesellschaft. 1/86, S. 63f., Wien
- mit Nam-Yong Choi: Wirtschaftssonderzonen in der VR China. Bilanz der Aufbauphase (1980–1985). Kurzstudie im Auftrag des Forschungsinstituts der Friedrich-Ebert-Stiftung. Berlin 1986.
- Bundesdeutsche Konzerne in der Dritten Welt. (= Lamuv Taschenbuch. 46). Bornheim-Merten 1986, ISBN 3-88977-044-4.
- Neue Dimensionen der Produktionslogistik - Die Zukunft hat schon begonnen. In: WSI-Mitteilungen. 4/1986, ISSN 0342-300X, S. 312f.
- Modulstrategie und flexible Fertigung - Neue Herausforderungen für die Logistik. In: Bundesvereinigung Logistik (Hrsg.): 14. Deutscher Logistik-Kongress. Berichtsband 1997, Band 2, S. 523 f.
- Produktion in Partnerschaft durch vernetzte Logistik. In: H. Baumgarten u. a. (Hrsg.): Logistik-Management: Strategien - Konzepte - Praxisbeispiele. VS Springer, 2001, ISBN 3-540-41193-3, S. 55f.
- Das sächsische Wirtschaftswunder - Blick zurück, Blick nach vorn. In: Ina Reichel: Zurück an die Spitze - Die Renaissance des Industrielandes Sachsen. Chemnitz 2014, S. 269f.
- mit Dietke Clauß: Industrie 4.0 braucht den Mittelstand. Kurzstudie des Chemnitz Automotive Institute (CATI). Februar 2015.
- Investitionen folgen dem Wachstum - Auswirkungen auf den Automobilstandort Deutschland. Kurzstudie des Chemnitz Automotive Institute (CATI). Juni 2015.
- mit Daniel Plorin, Dirk Vogel, Andreas Wächtler: Die automotive Agenda der Zukunft - Automobilzulieferer vor immensen Herausforderungen.  Eine Gemeinschaftsstudie des Chemnitz Automotive Institute (CATI) und des Netzwerks Automobilzulieferindustrie (AMZ) im Auftrag des Sächsischen Staatsministeriums für Wirtschaft, Arbeit und Verkehr (SMWA). Eine Veröffentlichung des Magazins „Autoland Sachsen“, Ausgabe 2-2016.
- mit Daniel Plorin, Dirk Vogel, Andreas Wächtler: Die Automobilzulieferindustrie in Sachsen - Szenario 2025: Risiken, aber auch gute Chancen für KMU. Eine Gemeinschaftsstudie des Chemnitz Automotive Institute (CATI) und des Netzwerks Automobilzulieferindustrie (AMZ) im Auftrag des Sächsischen Staatsministeriums für Wirtschaft, Arbeit und Verkehr (SMWA). Eine Veröffentlichung des Magazins „Autoland Sachsen“, Ausgabe 1-2017.
- mit Daniel Plorin, Rico Chmelik: Wege zur Zukunftsfähigkeit der Automobilzulieferindustrie in Thüringen. Studie des Chemnitz Automotive Institute (CATI) in Zusammenarbeit mit dem Netzwerk automotive thüringen e.V. (at) im Auftrag des Thüringer ClusterManagement (ThCM) in der Landesentwicklungsgesellschaft Thüringen mbH (LEG Thüringen), Erfurt September 2018
- mit Daniel Plorin: Interieur der Zukunft. Studie des Chemnitz Automotive Institute (CATI) im Auftrag des Thüringer ClusterManagement (ThCM) in der Landesentwicklungsgesellschaft Thüringen mbH (LEG Thüringen), Erfurt November 2019
- mit Daniel Plorin, Dirk Vogel, Andreas Wächtler, Rico Chmelik: Elektromobilität trotzt der Krise - Entwicklungen in Europa 2020-2025. Studie des Chemnitz Automotive Institute (CATI) in Zusammenarbeit mit den Netzwerken Automobilzulieferer Sachsen (AMZ) und automotive thüringen (at). Eine Veröffentlichung des Magazins „Autoland Sachsen“, Ausgabe 2-2020.
- mit Daniel Plorin, Rico Chmelik: Wachstumsmarkt Elektromobilität bei leichten Nutzfahrzeugen - Chancen für die Zulieferindustrie. Studie des Chemnitz Automotive Institute (CATI) in Zusammenarbeit mit dem Netzwerk automotive thüringen e.V. (at) im Rahmen der Gemeinschaftsaufgabe 'Verbesserung der regionalen Wirtschaftsstruktur (GRW) in Thüringen, Erfurt März 2021
- mit Daniel Plorin, Rico Chmelik: Kompetenzentwicklung Zukunft Automobil. Studie im Auftrag der Thüringer Agentur für Fachkräftegewinnung (ThAFF), Erfurt November 2022
- mit Daniel Plorin, Martin Schuler: Digitalisierungstrends in der Automobilindustrie. Studie des Chemnitz Automotive Institute (CATI) im Rahmen des Weiterbildungsverbundes FastForward 'Automotive & IT', gefördert durch das Bundesministerium für Arbeit und Soziales (BMAS), Chemnitz August 2023.